# 巴比·貝爾
巴比·貝爾（Bobby Bare，本名Robert Joseph Bare，1935年4月7日—）生於俄亥俄州勞倫斯縣，是美國的鄉村音樂創作歌手。1963年以"底特律" (Detroit City) 贏得葛萊美獎年度最佳歌曲。